# Bean-Bag-Munition
Bean-Bag-Munition, auch bekannt als Power Punch, (englisch Bean bag round oder flexible baton round) ist ein Typ nicht-letaler Munition mit Mannstoppwirkung, die meistens aus einer Flinte verschossen wird.

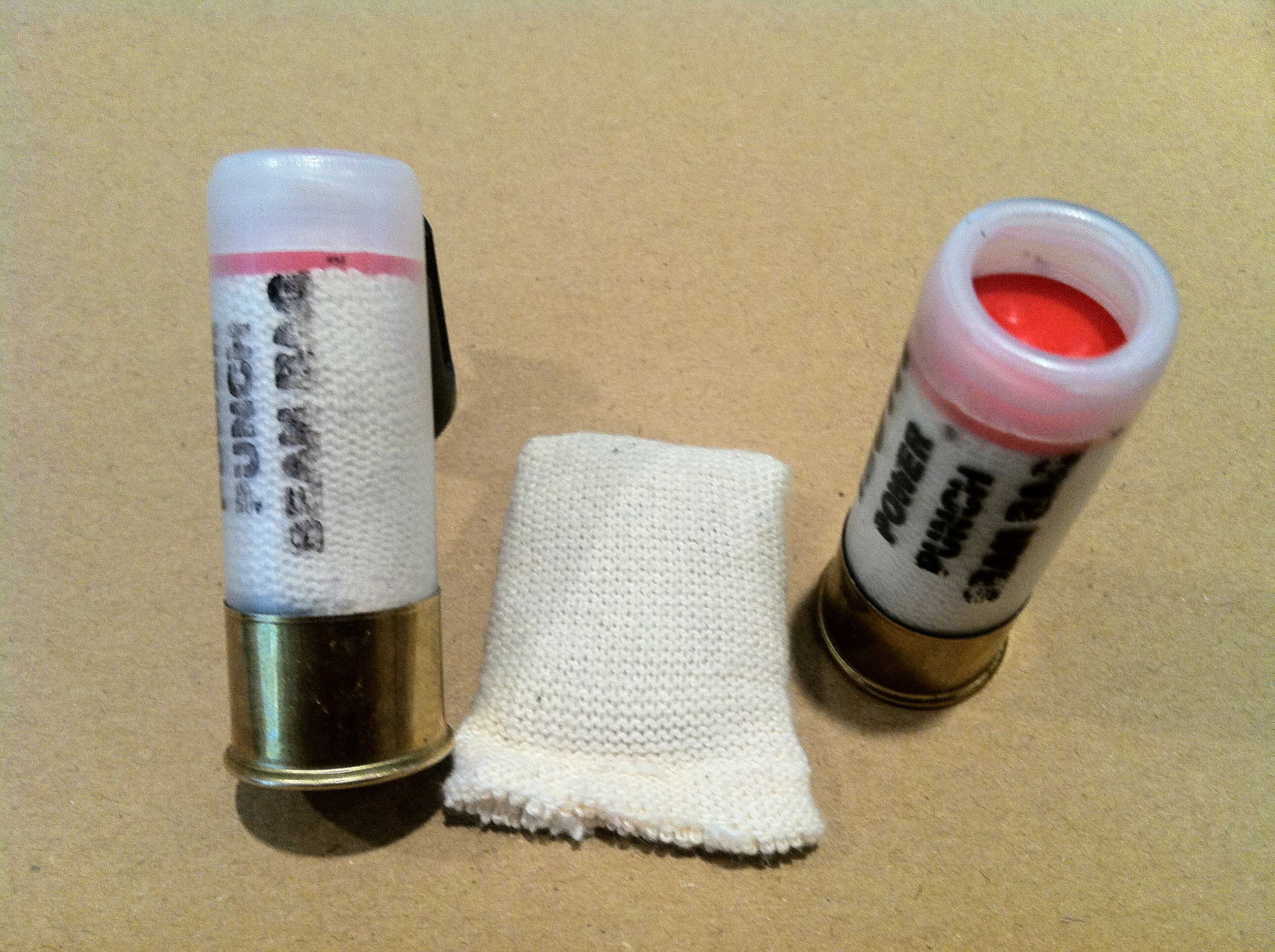
Zwei noch geladene Geschosshülsen und ein Bean-Bag-Projektil in der Mitte

## Beschreibung
Die Munition besteht aus einem kleinen (Nylon)-Beutel, der mit Bleischrot gefüllt ist und etwa 40 Gramm wiegt. Die Mündungsgeschwindigkeit des Geschosses beträgt ca. 90 m/s. Durch Verformung des Beutels im Flug verteilt sich seine Wirkung auf etwa 6 cm² beim Auftreffen auf das Ziel. Der gewünschte Effekt ist eine Mannstoppwirkung mit einem minimalen Langzeittrauma, welche das Ziel kurzzeitig bewegungsunfähig machen kann.
Trotz der nicht-letalen Konzeption kann es (insb. auf kurze Entfernungen) zu schweren Verletzungen mit Todesfolge kommen. Auch ein akzidentelles Eindringen von Munitionsteilen in das Ziel ist möglich. Die effektive Reichweite beträgt ca. 20 Meter.

## Verwendung
Bean Bags werden in Situationen verwendet, in denen eine Person oder ein Tier eine Gefahr für sich selbst oder andere darstellt, die Bedrohung jedoch nicht den Einsatz von tödlicher Gewalt rechtfertigt. So ist z. B. möglich eine suizidale Person zu überwältigen.

## Gefahren
Beim Einsatz von Bean-Bag-Munition kann es auf vielfältige Weise zu schweren Verletzungen kommen. So wurde beispielsweise seit ihrer Einführung in den USA im Durchschnitt jedes Jahr ca. ein Todesfall beim Einsatz dieses Geschosstypus verzeichnet. Besonders Treffer gegen den Kopf oder die Halsweichteile einer Person können eine direkte letale Wirkung haben. Auch Treffer gegen den Torso können durch Einblutungen oder Sekundärverletzungen nach ausgelösten Frakturen zum Versterben führen. So kann beispielsweise ein Rippenbruch durch Dislokation von Frakturteilen zu einer Perforation von Lungen oder Herz führen.

## Beispiele für Einsätze mit schweren Folgen
Während der Anti-Korruptions-Proteste in Budapest wurden im Jahr 2006 mindestens drei Demonstranten von Bean Bags am Kopf getroffen und erlitten dauerhafte Einschränkungen ihres Sehvermögens. Eines der Opfer beging im Jahr 2013 aufgrund psychischer Komplikationen infolge seiner Erblindung Suizid.
Mittels Autopsie konnte nachgewiesen werden, dass ein 95-jähriger Mann aus in Park Forest (Illinois) an einer Herzbeuteltamponade verstorben war, nachdem die Polizei ein Bean-Bag-Projektil auf ihn geschossen hatte.
Im Jahr 2019 wurden bei Protesten in Bogota Bean Bags durch die kolumbianischen Bereitschaftspolizei eingesetzt. Der 18-jährige Student Dilan Cruz wurde hierbei am Kopf getroffen und verstarb an den Folgen dieses Treffers. Im Jahr 2020 verstarben der 20-jährige Justin Howel sowie 16-jährige Brad Levi Ayala in Austin (Texas) nachdem sie durch den Aufprall der Munition einen Schädelbruch erlitten hatten.
In Kanada verstarb der 42-jährige Chris Amyotte aus Vancouver, nachdem er bei einem Polizeieinsatz von einem Bean Bag getroffen worden war.